# منتزه ساغوارو الوطني
منتزه ساغوارو الوطني منتزه ساغوارو الوطني يقع في جنوب ولاية أريزونا وهو جزء من نظام الحدائق الوطنية في الولايات المتحدة. تتألف الحديقة من منطقتين متميزتين جغرافيا، الأولى شرق والثانية غرب مدينة توكسون توسان (أريزونا)، والهدف من هذه الحديقة الوطنية هو المحافظة على المناظر الطبيعية لصحراء سونورا، بلإضافة إلى الحيوانات والنباتات، بما فيها صبار ساغوارو العملاق (كارنيجيا جيغانتيا).

## أصل التسمية
تم تسمية الحديقة الوطنية باسم صبارالساغوارو الكبير الذي ينتشر في صحراء سونورا ولا ينمو طبيعيًا في أماكن أخرى. قد تنمو الساجوارو الناضجة حتى يصل طولها إلى 60 قدما (18 مترا) وتصل إلى وزن 4,800 رطل (2,200 كجم) عند تكون رطبة بالكامل. ويقدر العدد الإجمالي لنبات صبار الساغوارو في الحديقة بحوالي 1.8 مليون، وهناك العديد من أنواع الصبار الأخرى الوفيرة في الحديقة، مثل الشولا، والكمثرى الشائكة.

## المناخ
يظهر الجدول التالي التغييرات المناخية على مدار السنة لمنتزه ساغوارو الوطني:
| البيانات المناخية لـمنتزه ساغوارو الوطني | البيانات المناخية لـمنتزه ساغوارو الوطني | البيانات المناخية لـمنتزه ساغوارو الوطني | البيانات المناخية لـمنتزه ساغوارو الوطني | البيانات المناخية لـمنتزه ساغوارو الوطني | البيانات المناخية لـمنتزه ساغوارو الوطني | البيانات المناخية لـمنتزه ساغوارو الوطني | البيانات المناخية لـمنتزه ساغوارو الوطني | البيانات المناخية لـمنتزه ساغوارو الوطني | البيانات المناخية لـمنتزه ساغوارو الوطني | البيانات المناخية لـمنتزه ساغوارو الوطني | البيانات المناخية لـمنتزه ساغوارو الوطني | البيانات المناخية لـمنتزه ساغوارو الوطني | البيانات المناخية لـمنتزه ساغوارو الوطني |
| الشهر                                    | يناير                                    | فبراير                                   | مارس                                     | أبريل                                    | مايو                                     | يونيو                                    | يوليو                                    | أغسطس                                    | سبتمبر                                   | أكتوبر                                   | نوفمبر                                   | ديسمبر                                   | المعدل السنوي                            |
| ---------------------------------------- | ---------------------------------------- | ---------------------------------------- | ---------------------------------------- | ---------------------------------------- | ---------------------------------------- | ---------------------------------------- | ---------------------------------------- | ---------------------------------------- | ---------------------------------------- | ---------------------------------------- | ---------------------------------------- | ---------------------------------------- | ---------------------------------------- |
| متوسط درجة الحرارة الكبرى °ف (°م)        | 66.2 (19.0)                              | 69.1 (20.6)                              | 74.8 (23.8)                              | 83.1 (28.4)                              | 92.4 (33.6)                              | 101.1 (38.4)                             | 101.0 (38.3)                             | 98.6 (37.0)                              | 96.1 (35.6)                              | 86.4 (30.2)                              | 74.6 (23.7)                              | 65.4 (18.6)                              | 84.1 (28.9)                              |
| المتوسط اليومي °ف (°م)                   | 53.1 (11.7)                              | 55.7 (13.2)                              | 60.5 (15.8)                              | 67.5 (19.7)                              | 76.2 (24.6)                              | 85.1 (29.5)                              | 87.8 (31.0)                              | 85.9 (29.9)                              | 82.4 (28.0)                              | 72.0 (22.2)                              | 60.6 (15.9)                              | 52.3 (11.3)                              | 70.0 (21.1)                              |
| متوسط درجة الحرارة الصغرى °ف (°م)        | 39.9 (4.4)                               | 42.3 (5.7)                               | 46.2 (7.9)                               | 51.9 (11.1)                              | 60.0 (15.6)                              | 69.1 (20.6)                              | 74.5 (23.6)                              | 73.3 (22.9)                              | 68.7 (20.4)                              | 57.6 (14.2)                              | 46.7 (8.2)                               | 39.1 (3.9)                               | 55.8 (13.2)                              |
| الهطول إنش (مم)                          | 0.97 (25)                                | 0.92 (23)                                | 0.90 (23)                                | 0.34 (8.6)                               | 0.19 (4.8)                               | 0.30 (7.6)                               | 1.99 (51)                                | 2.51 (64)                                | 1.09 (28)                                | 0.94 (24)                                | 0.58 (15)                                | 1.00 (25)                                | 11.73 (298)                              |
| متوسط الرطوبة النسبية (%)                | 40.2                                     | 37.6                                     | 31.4                                     | 23.5                                     | 19.8                                     | 17.9                                     | 31.3                                     | 40.2                                     | 33.7                                     | 30.4                                     | 33.5                                     | 40.7                                     | 31.7                                     |
| المصدر: PRISM Climate Group              |                                          |                                          |                                          |                                          |                                          |                                          |                                          |                                          |                                          |                                          |                                          |                                          |                                          |